# Hoofdklasse (zaalkorfbal)
De Hoofdklasse is de naam van een korfbalcompetitie in Nederland die door de jaren heen van niveau heeft gewisseld.
Vanaf de jaren '60 tot en met 2005 was de Hoofdklasse de naam van de hoogste Nederlandse zaalcompetitie. Toen in 2005 de Korfbal League werd opgericht werd de Hoofdklasse de klasse onder de League.
Vanaf 2022 werd de klasse onder de League hernoemd naar de Korfbal League 2 en werd de Hoofdklasse onder de Korfbal League 2.

## Geschiedenis
Sinds 2005 bestaat de Korfbal League, de hoogste Nederlandse zaalkorfbalcompetitie. Voor 2005 heette de hoogste zaalklasse de "Hoofdklasse", maar sinds 2005 is de Hoofdklasse de klasse onder de Korfbal League. De opzet was van 2005-2006 tot 2021-2022 hetzelfde; twee Hoofdklassepoules die strijden om directe of indirecte promotie naar de Korfbal League.
Vanaf 2022 zijn de twee Hoofdklassepoules vervangen door de enkelvoudige Korfbal League 2, de nieuwe opgezette klasse onder de Korfbal League.

## Hoofdklasse Finales
Hieronder een lijst van de gespeelde finales in de Hoofdklasse, een strijd tussen de kampioen van de Hoofdklasse A en de kampioen van de Hoofdklasse B. De winnaar van deze eindstrijd is de kampioen van de Hoofdklasse, die direct promoveert naar de Korfbal League. De verliezer van deze finale speelt een play-down tegen de nummer negen van de Korfbal League. De winnaar van dat duel blijft in of promoveert naar de Korfbal League.
| Seizoen | Winnaar                  | Uitslag | Verliezend Finalist |
| ------- | ------------------------ | ------- | ------------------- |
| 2021/22 | Unitas                   | 18 - 15 | HKC                 |
| 2020/21 | geen competitie gespeeld |         |                     |
| 2019/20 | geen kampioenswedstrijd  |         |                     |
| 2018/19 | Groen Geel               | 23 - 18 | Tempo               |
| 2017/18 | DeetosSnel               | 26 - 25 | Dalto               |
| 2016/17 | KCC                      | 31 - 20 | Avanti              |
| 2015/16 | DSC                      | 21 - 13 | TOP (A)             |
| 2014/15 | AW.DTV                   | 35 - 31 | DOS'46              |
| 2013/14 | KVS                      | 24 - 23 | KCC                 |
| 2012/13 | OVVO                     | 24 - 16 | DOS'46              |
| 2011/12 | LDODK                    | 22 - 20 | OVVO                |
| 2010/11 | DeetosSnel               | 21 - 18 | OVVO                |
| 2009/10 | KVS                      | 27 - 26 | DVO                 |
| 2008/09 | OVVO                     | 27 - 26 | KVS                 |
| 2007/08 | TOP (S)                  | 21 - 20 | AKC Almelo          |
| 2006/07 | KVS                      | 13 - 9  | SKF                 |
| 2005/06 | Koog Zaandijk            | 16 - 12 | KVS                 |

## Play-downs Korfbal League

### Oude Opzet (2006 - 2010)
Elk jaar, na de reguliere competitie, speelt de nummer negen van de Korfbal League tegen de verliezend finalist van de Hoofdklasse. Deze twee ploegen spelen tegen elkaar en de winnaar blijft in of promoveert naar de Korfbal League.
| Seizoen   | Nummer 9 KL   | Runner-up Hoofdklasse | Uitslag    |
| --------- | ------------- | --------------------- | ---------- |
| 2005-2006 | Nic./Expertus | KVS                   | 15-11      |
| 2006-2007 | Koog Zaandijk | SKF                   | 18-17 (nv) |
| 2007-2008 | KV Die Haghe  | AKC/Erma Sport        | 16-18      |
| 2008-2009 | AKC Blauw-Wit | KVS                   | 24-23      |
| 2009-2010 | OVVO/De Kroon | DVO                   | 16-17      |

### Nieuwe Opzet (2011 - 2022)
Na het seizoen 2009-2010 werd de opzet veranderd. In plaats van één wedstrijd, werden dit er twee en later tot en met drie. De verliezend finalist van de Hoofdklasse speelde de tweede wedstrijd in eigen huis; de nummer negen van de Korfbal League de eerste en eventueel de beslissende derde. Vanaf seizoen 2022-2023 promoveert de kampioen van Hoofdklasse A én van Hoofdklasse B direct en zijn er dus geen play-downs meer nodig. Zij promoveren niet meer naar de Korfbal League, maar nu naar de nieuw gevormde Korfbal League 2.
| Seizoen   | Nummer 9 KL           | Runner-up Hoofdklasse          | Uitslag 1 | Uitslag 2 | Uitslag 3 |
| --------- | --------------------- | ------------------------------ | --------- | --------- | --------- |
| 2010-2011 | DVO                   | OVVO/De Kroon                  | 19-15     | 24-20     |           |
| 2011-2012 | DVO                   | OVVO/De Kroon                  | 21-13     | 18-21     |           |
| 2012-2013 | Nic/Alfa College      | DOS'46                         | 26-25     | 20-17     |           |
| 2013-2014 | OVVO/De Kroon         | KCC/Delta Logistiek            | 20-15     | 18-20     | 21-19     |
| 2014-2015 | OVVO/De Kroon         | DOS'46                         | 26-27     | 15-20     |           |
| 2015-2016 | AW.DTV                | TOP (A)                        | 24-21     | 32-29     |           |
| 2016-2017 | DSC                   | Avanti                         | 20-23     | 20-21     |           |
| 2017-2018 | DVO                   | Dalto/Klaverblad Verzekeringen | 29-23     | 25-29     | 32-23     |
| 2018-2019 | KCC/So Natural        | Tempo                          | 24-19     | 17-20     | 20-21     |
| 2019-2020 | geen play-down finale | geen play-down finale          |           |           |           |
| 2020-2021 | geen play-down finale | geen play-down finale          |           |           |           |
| 2021-2022 | KV Groen Geel         | HKC                            | 17-22     | 31-28     | 24-20     |